# Léonce de Vogüé
Pour les articles homonymes, voir Vogüé (homonymie).
Léonce Louis Melchior, marquis de Vogüé, né le 4 mai 1805 à Paris et le 25 juin 1877 dans la même ville, est un homme politique et agriculteur français.

## Biographie

### Jeunesse
Fils aîné de Charles Elzéar de Vogüé, il perd son père à l'âge de deux ans et est confié à la tutelle de sa mère, née Zéphirine de Damas d'Antigny (1784-1838), qui se remarie avec César Laurent de Chastellux. Par sa mère, il est le petit-fils de Charles César de Damas d'Antigny, duc de Damas, et descend de la famille Andrault de Langeron.

### Vie adulte
D'abord destiné à la carrière militaire, il entre à seize ans au corps des pages du Roi à Versailles et participe à la campagne de Catalogne de 1823 et à l’expédition d'Alger de 1830 avant de quitter l'armée après la Révolution de Juillet par fidélité aux Bourbons.
Il se replie dès lors avec sa famille sur ses terres du Berry où il se consacre à l’exploitation de ses biens.
Sa grand-tante, Adélaïde Geneviève Andrault de Langeron, veuve en secondes noces du prince de La Trémoille et décédée en 1829 sans enfants, lui a en effet légué, ainsi qu’à son frère Charles, la totalité de ses biens qui comprennent les propriétés acquises en Berry par la éfamille de sa mère : les Perrinet (Le Pezeau, Jars, Boucard, Nancré, La Tour de Vesvre), et celles de son père le marquis de Langeron en Bourgogne, en Bresse et en Nivernais.
Léonce est désormais à la tête d’un très vaste domaine foncier puisque par lègue il obtient ses différentes propriétés
À l'automne 1834, Léonce de Vogüé acquiert les propriétés d'Ivoy-le-Pré, comprenant 3 000 arpents de bois et une forge. En 1846, pour remplacer celle-ci, il fonde l'usine de Mazières, près de Bourges, implantée le long du canal du Berry et destinée à fabriquer le gros matériel nécessaire au chemin de fer. Deux hauts-fourneaux du type Thomas et Laurens, divers ateliers et bâtiments de magasinage, sont construits à partir de 1848.
Grand voyageur, grand chasseur, membre de la Société d’agriculture du Cher et de la Société centrale d’agriculture, fondateur de la Société des agriculteurs de France, il s'efforce d'améliorer les techniques agricoles tout en recherchant le bien-être des paysans.
Léonce de Vogüé est élu en 1839 conseiller général du Cher pour le canton de La Chapelle-d'Angillon, où se trouve Ivoy-le-Pré, jusqu'en 1852.. En 1849, il préside le conseil général du Cher. En 1864, il est élu conseiller-général du canton d'Aubigny-sur-Nère, où se trouve son château de La Verrerie, jusqu'en 1871.
Il échoue à la députation dans l’arrondissement de Sancerre en 1842. Accueillant favorablement la République de 1848, il est élu à l’Assemblée constituante comme représentant du Cher. Réélu à l’Assemblée législative en mars 1850, il s’oppose au coup d’État du 2 décembre 1851.
Il reste à l'écart sous le Second Empire, avant d'être réélu député du Cher en 1871, jusqu'en 1876.
Léonce de Vogüé avait hérité des grandes propriétés de sa famille maternelle (les Perrinet), comprenant trois châteaux en Sancerrois et en Pays-Fort.
Il acquiert les châteaux de Vogüé (1843) et de Rochecolombe (1840) dont son grand-père avait été dépossédé. Il sauve le premier de la ruine en y installant une école tenue par la congrégation de Saint Joseph d'Aubenas, qui y demeurera jusqu'en 1960. En 1842, il achète le château de la Verrerie (Cher) où il s'installe avec sa nombreuse famille. À Paris, il s'installe en 1868 dans un très bel hôtel particulier nouvellement bâti au 2, rue Fabert, où il habite jusqu'à sa mort.
Aujourd'hui, il repose dans l'Église Sainte-Marie Madeleine de Boulleret, dans la chapelle familiale on peut y apercevoir une plaque avec son nom.

## Famille

### Mariage et descendance
Il épouse le 25 octobre 1826 Henriette Marie Marguerite de Machault d'Arnouville (1808 - château de Thoiry, 1er septembre 1864), fille d'Eugène Charles de Machault d'Arnouville (1783-1867) et de Marie Marguerite Justine Ernestine de Vasselot d'Annemarie, petite-fille de Charles de Machault, comte d'Arnouville, pair de France, et arrière-petite-fille de Jean-Baptiste de Machault d'Arnouville, contrôleur général des Finances, ministre de la Marine, garde des sceaux de France sous Louis XV.
Fille unique, elle lui apporte le château de Thoiry (Yvelines) ainsi que les biens des Machault d'Arnouville, notamment de précieuses collections de meubles et d'objets d'art, et une part dans l'entreprise Saint-Gobain.
Le couple aura quatre enfants :
1. Ursule de Vogüé (Paris 10e ar. anc., 15 juillet 1828 - Paris 7e, 5 août 1908[4]), mariée à Paris le 29 juin 1847 avec le comte Charles de Bryas (1820-1879), député du Pas de Calais, dont postérité ;
2. Charles Jean Melchior de Vogüé, ambassadeur de France, membre de l'Académie Française, (Paris 10e ar. anc. 18 octobre 1829 - 1916), marié en 1866 avec Béatrix des Monstiers Mérinville (1845-1876), dont postérité ;
3. Charles Robert de Vogüé, capitaine de spahis, membre du Jockey-Club (Paris 10e ar. anc., 16 décembre 1835 - mort pour la France à la bataille de Reischshoffen, 6 août 1870) ;
4. Angélique de Vogüé, (Paris, 10e ar. anc., 4 novembre 1850 - 1886), mariée à Paris 7e le 4 avril 1872 avec le comte Raoul de La Panouse (1843-1911), dont postérité [5].

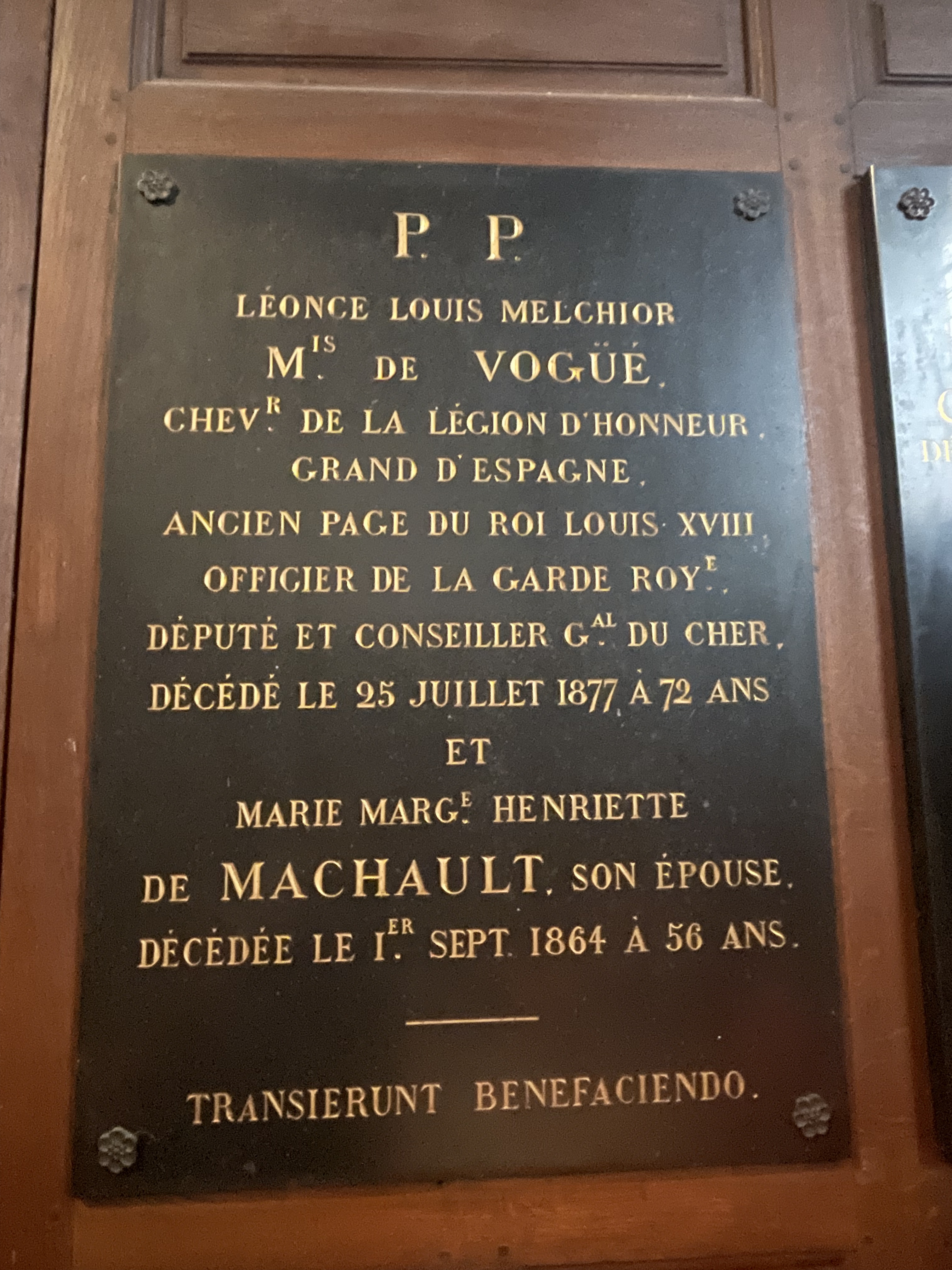
Plaque funéraire de Léonce de Vogüé dans l'Église de Boulleret

## Distinctions
- Chevalier de la Légion d'honneur (14 janvier 1824)[6]
- Grand d'Espagne de 1ère classe